# Semivocal
Semivocal és un terme que s'utilitza en fonètica per designar l'articulació intermèdia entre vocal i fricativa. Es produeix durant l'emissió del segon membre tancat d'un diftong. És un so similar a una vocal però que no forma el nucli d'una síl·laba o mora, de tal forma que no és la part més prominent de la síl·laba. En el codi IPA les semivocals es representen amb el símbol [  ̯ ] afegit a la vocal. Sovint però, s'escriu la vocal sense aquest símbol per simplificar. El desenvolupament de la semivocal -u dels diftongs -eu, -iu, etc. en català, es considera el fenomen més característic de la història fonètica catalana.

## Exemples
En Samoà
- Samoà ’ai [ʔai̯] ('probablement')
- Samoà ’ae [ʔae̯] ('però')
- Samoà ’auro [ʔau̯ɾo] ('or')
- Samoà ao [ao̯] ('un núvol')